# El Triunfo (Sonora)
El Triunfo es un ejido del municipio de Hermosillo ubicado en el centro del estado mexicano de Sonora, en la zona del desierto sonorense. Según los datos del Censo de Población y Vivienda realizado en 2010 por el Instituto Nacional de Estadística y Geografía (INEGI), El Triunfo tiene un total de 673 habitantes. Se ubica en la carretera estatal 100 que va de Hermosillo a Bahía de Kino, específicamente en el tramo La Habana–Miguel Alemán. Su fundación fue en la década de 1930.

## Geografía
El Triunfo se sitúa en las coordenadas geográficas 28°50′42″ de latitud norte y 111°25′41″ de longitud oeste del meridiano de Greenwich, a una elevación de 77 metros sobre el nivel del mar.